# Синкин, Борис Владимирович
Борис Владимирович Синкин (род. 24 мая 1949, Пермь) — советский и российский композитор, автор многочисленных опер, мюзиклов, музыки к кинофильмам и телеспектаклям, поэт, драматург, продюсер, театральный критик и музыковед.

## Биография
В 1970 году окончил Ростовскую консерваторию им. С. Рахманинова.
В 1973 году — класс композиции в Уральской консерватории (Свердловск).
После окончания консерватории работал военным дирижёром гайвинского учебного полка Пермской области, а также преподавателем музыкального училища. С 1974 года работал дирижёром народного музыкального театра в Перми. Через год возглавил ВИА «Уральские Самоцветы» при Пермской филармонии.
Позднее переехал в Ленинград и в 1980 году стал музыкальным руководителем Ленинградского театра «Кукол и марионеток». В этот период создал музыку для ряда мюзиклов и опер, в числе которых: музыкальная комедия по пьесе И. В. Штока «Старая Дева», детские мюзиклы «Двенадцать месяцев» (либретто С. Я. Маршака) и «Озорные сказки», мюзикл по пьесе Ю. Кима «Дорогая Премьер-министр», оперы «Добрый год», «Колобок, колобок» (для которой Синкин написал и музыку, и либретто), «Амок» и другие.
Мюзиклы Бориса Синкина активно ставятся в Москве и Санкт-Петербурге. Оперы «Добрый год» и «Амок» прошли более 200 раз в театрах России и Украины. Эстрадные песни Бориса Синкина исполняют Михаил Боярский, Лариса Долина, Светлана Медяник, Лев Лещенко, группа «Земляне».
С 2006 года работал художественным руководителем творческого объединения «Академия современной оперы». Был также директором театра «Опера Кукол».
Живёт и работает в Санкт-Петербурге.

### Музыка к кинофильмам
- 1987 год — «Госпожа министерша»
- 1990 год — «Плохая квартира» (короткометражный)
- 1990 год — «Уроки в конце весны»
- 1993 год — «Мафия бессмертна»

### Известные песни
- «Д`Артаньян с гитарой» (исполняет Михаил Боярский)
- «Я смеюсь» (исполняет Михаил Боярский)
- «Гипс-энд-Ролл» (исполняет Михаил Боярский)
- «Маятник» (исполняет Михаил Боярский)
- «Повезёт» (исполняет Лариса Долина)
- «Велосипед» (исполняет Светлана Медяник)
- «Я принял старт» (исполняет группа «Земляне»)
- «Невесомость» (исполняет группа «Земляне»)